# 川上澄生美術館
川上澄生美術館（かわかみすみおびじゅつかん 英表記:Kanuma Municipal Art Museum of Kawakami Sumio）は栃木県鹿沼市睦町にある鹿沼市立の美術館である。正式名称は、鹿沼市立川上澄生美術館。

## 概要
英語教師として栃木県宇都宮市に赴き、その傍ら版画家として栃木県の芸術史に大きな功績を残した川上澄生の作品および資料を収集し、市民の知識および教育の向上を図ることによって文化振興に寄与することを目的として、1992年（平成4年）に鹿沼市市街地の中心部を流れる黒川の西河畔、鹿沼市立図書館の南側の地に開館した。建物は澄生の作品である「日本越後国柏崎黒船館」を元に設計されており、1階が無料開放された展示ホール、2階が澄生の優作を展示する有料展示室となっている。
開館にあたっては、澄生宇都宮中学講師時代の教え子であった長谷川勝三郎が私有する川上澄生コレクション2,000点余が提供された。展示品は澄生の作品で、概ね年に3回入れ替えられる。毎年5月に澄生の代表作「初夏の風（はつなつのかぜ）」が公開展示される。

## 主な収蔵品
- 川上澄生
  - 「初夏の風」（1926年）- 宇都宮中学校（現・宇都宮高等学校）の英語講師時代の作品。棟方志功に版画家転向を動機付けた作品としても知られる。
  - 「野球大会之図」（1927年）- 宇都宮中学で野球部監督も務めた澄生が当時の野球大会を描いたもの。木版多色刷。
  - 「陽明門」（1929年）- 日光東照宮の陽明門を描いたもの。木版多色刷。
  - 「南蛮船図A」（1939年）- 木版墨刷手彩色の大作。サントリーのCMに登場したことで著名。
  - 「サイロのある風景」（1948年）- 町立苫小牧中学校（現・苫小牧東高等学校）の嘱託教師時代に描いた風景もの。木版多色刷。
  - 「明治時代そのままの宇都宮高校の玄関」（1964年）- 木版墨刷の小品。
  - 「長谷川勝三郎 蔵書票 船首」（1965年）- 木版墨刷手彩色。